# Racing Stripes
Racing Stripes of Streep wil racen in is een Amerikaanse film uit 2005 onder regie van de Vlaming Frederik Du Chau.

## Verhaal
Tijdens een onweer krijgt een vrachtwagen van een circus een lekke band. In de verwarring die daarna ontstaat laten ze een baby-zebra achter. Die wordt gevonden door Nolan Walsh, een voormalig racepaardtrainer. Hij neemt de zebra mee naar huis, waar die gelukkig opgroeit, veilig in de handen van Nolan Walsh' dochter Channing, die de zebra 'Stripes' (Streep) noemt.
Drie jaar later is Streep een volgroeide zebra, die heel graag en hard rent. Hij denkt zelfs dat hij een racepaard is. Ondertussen is Channing 16 geworden en wil zij zeer graag jockey worden. Haar vader is echter bang dat haar iets zal overkomen omdat haar moeder toen ze 12 was is gestorven in een race-ongeluk. Na dit ongeluk is Nolan ook gestopt met paarden trainen.
Streep en Channing zijn echter te vol van hun dromen, en uiteindelijk slagen ze er allebei in hun wens waar te maken: Stripes wint, met Channing als jockey, de 'Big Race', en ze krijgen daarvoor de hulp van alle dieren op de boerderij en van Channing's vader, die Stripes, tezamen met een pony die ook vroeger meehielp, getraind heeft. Op het eind van de film is Stripes ook verliefd op een merrieveulen (Sandy), een heel talentvol springpaard.

## Cast & Karakters

### Mensen
- Nolan Walsh (gespeeld door Bruce Greenwood): Hij is de vader van Channing. Sinds z'n vrouw dood is gegaan toen ze van een paard is gevallen, heeft hij geen paarden meer getraind. Omdat hij bang was dat Channing ook zo om het leven zou komen, weigerde hij haar te laten paardrijden.
- Channing Walsh (gespeeld door Hayden Panettiere): Zij is de menselijke hoofdrolspeelster. Ze wil dolgraag rijden, maar ondanks haar talent mag ze niet van haar vader. Toch zet ze door, om net als haar moeder te kunnen racen.
- Woodzie (gespeeld door M. Emmet Walsh): Hij is een oude gokker die erin slaagt Nolan over te halen om Stripes en Channing te laten racen, hoewel die daar eigenlijk absoluut tegen is.
- Clara Dalrymple (gespeeld door Wendie Malick): Zij is Nolan's vroegere werkgeefster, en een typische arrogante rijke vrouw. Ze lijkt eerst tot alles in staat, maar is toch eerlijk genoeg om de hele ren niet te saboteren.

### Dieren
- Stripes (stem van Frankie Muniz): Hij is de ster van de film. Hij wil dolgraag racen en slaagt daar uiteindelijk ook in.
- Tucker (stem van Dustin Hoffman): Hij hielp Nolan om de renpaarden te trainen, maar trekt het zich erg aan dat geen van hen hem ooit heeft bedankt. Daardoor is hij nogal chagrijnig, maar uiteindelijk kan hij zich daar over zetten en helpt hij toch Stripes te trainen.
- Sandy (stem van Mandy Moore): Zij is een professioneel springpaard, en wordt verliefd op Stripes. Zij is het enige van de professionele wedstrijdpaarden die zich er van in het begin niets van aantrekt dat Stripes een zebra is.
- Franny (stem van Whoopi Goldberg): Zij is een oude geit. Ze heeft een hart van goud en dit toont ze graag. Ze zorgt vanaf het begin voor Stripes en trekt het zich persoonlijk aan om te zorgen dat hij de 'Big Race' kan winnen. Ze is ook een soort koppelaarster voor Stripes en Sandy.
- Buzz en Scuzz (stemmen van Steve Harvey en David Spade): dit zijn 2 paardevliegen. Ze zijn broers en komen niet altijd even goed overeen. Ze zijn wel van groot belang bij de ontsnapping van Sandy (Sir Trenton hield haar als onderpand om te zorgen dat Stripes uit de race zou stappen) en helpen Stripes ook om mentaal door de race te raken (ze bezorgen berichten van Tucker naar Stripes).
- Goose (stem van Joe Pantoliano): hij is een pelikaan die uit de grote stad komt, en daar een soort maffioso was. Tucker vat Goose's persoonlijkheid zo samen: Goose, who is really a pelican, es really a stool pigeon, who es actually a chicken that ducks. That makes five birds in one, count 'em. (Gans, die eigenlijk een pelikaan is, is eigenlijk een duif, die eigenlijk een kip is die kwaakt. Dat zijn 5 vogels in 1, tel ze maar.) Daarbij is hij ook nog eens doodsbang van harde geluiden.
- Sir Trenton (stem van Fred Dalton Thompson): hij is eigenlijk de echte slechterik van dit verhaal. Hij ziet z'n zoon enkel als een opvolger om de Trenton-eer voort te zetten en heeft er alles voor over om z'n zoon de Big Race te zien winnen. Hij is getraind door Tucker en Nolan Walsh, maar heeft nooit enige dankbaarheid getoond.
- Trenton's pride (stem van Joshua Jackson): hij is Sir Trenton's zoon, is een pester en hij heeft Stripes uitgekozen als slachtoffer. Toch is hij niet zo slecht als z'n vader. Hij wil de race eerlijk winnen en op het einde is hij eerlijk genoeg om toe te geven dat Stripes gewoon beter is dan hij en de race eerlijk heeft gewonnen, ondanks het valsspelen van z'n vader.
- Ruffshod (stem van Michael Rosenbaum): in het begin lijkt hij gewoon een meeloper, maar al snel blijkt dat hij een nog ergere pester is dan Trenton's Pride. Hij is dan maar al te graag bereid Sir Trenton te helpen als die Sandy wil ontvoeren om zo Stripes uit de race te houden. Als deze dan toch verschijnt aan het begin van de race, probeert hij hem te pletten tegen de hekken. Hij is daarbij ook nog eens jaloers op Stripes omdat Sandy op hem verliefd is, terwijl Sandy hem een blauwtje liet lopen. (Talk to the tail...).